# 熱血高校ドッジボール部 (ファミリーコンピュータ)
『熱血高校ドッジボール部』（ねっけつこうこうドッジボールぶ）は、1988年7月26日にテクノスジャパンより発売されたファミリーコンピュータ用ゲームソフト。1987年に発表された同名のアーケードゲームの移植作品である。
2003年には、メディアカイトより、『ウルトラシリーズ』としてWindows版が発売されている。これはファミリーコンピュータ版の完全移植版であるが、ゲームバランス設定機能が追加されている。
2008年6月17日よりWiiのバーチャルコンソールで、2013年3月6日よりニンテンドー3DSのコンソールで、2013年12月18日よりWii Uのバーチャルコンソールで配信が開始された。また、Nintendo Switchのサービスファミリーコンピュータ Nintendo Switch Onlineでは2018年10月10日より配信されている。
2016年12月8日に発売された『くにおくん熱血コンプリート ファミコン編』の、また2010年12月20日に発売された『くにおくん ザ・ワールド〜クラシックスコレクション〜』に含まれているソフトの一つである。また、『くにおくん ザ・ワールド〜クラシックスコッシーコレクション〜』には、ファミコン版『Ball』（海外版『熱血高校ドッジボール部』）も収録されている。

## 概要
アーケード版の内容を煮詰め、各国選手に名前と特色をつけた。また、対戦モード以外に4人までのフリー対戦の勝ち抜きもできる。スポーツ対戦の魁として、発売当時よりくにおくんとテクノスジャパンの認知度を高めた。ゲームとしての完成度も高く、ファミリーコンピュータ用ソフトとしての中古価値も比較的高い。

## ゲーム内容
1人プレイ専用の「遠征試合」、2人対戦の「対抗試合」、1-4人同時対戦の「クラブ活動」がある。
ボールを投げ、相手にヒットさせると体力を減らすことができ、体力が0になった選手は天使の姿となって退場する。体力が減ったキャラがシュートにヒットすると、一定時間動けなくなる「疲れ（息切れ）状態」が存在し、ゲーム性を高める要素ともなっている。また、各キャラクターに個性的なステータス特性や必殺シュートが設定されている。勝ったチームの選手は万歳し、負けたチームの選手は悔し泣きをする。

### 遠征試合
一人プレイ専用。熱血高校のドッジボール部員6名を操作し、花園高校や世界の強豪相手に変則ルールのドッジボールで勝負する。敵チームの内野を3人全員倒せば勝利して次の遠征地に向かうが、逆に熱血高校の内野が3人とも倒されるとゲームオーバーとなる。
最初の対戦相手・花園高校を倒した後は、アーケード版と同様に世界各国を遠征する。8チーム目のアメリカチームに勝利するとゲームクリアとなる。追加ステージとして、アメリカチームに勝利した時点で内野の3人が生き残った状態だと、キャラ配置を変更せずに「なぞのぐんだん」と対決となる。
アイスランド、アフリカの試合場は通常のコートとは違った効果がある。アイスランドは地面が氷で滑りやすく、アフリカは沼地のため走りにくい。

### 対抗試合
二人プレイ専用。全9チームの中からそれぞれ1チームを選んで対戦する。コートは固定だが、内野と外野のポジションは自由に選択できる。
各チームやキャラクターの特性を把握するだけでなく、外野からの攻撃、敵に当たって跳ね返ったボールを奪っての連続攻撃、ジャンプシュートのタイミングをずらす「時間差攻撃」など、奥の深い駆け引きがしばしば行われる。

### クラブ活動
1-4人でプレイ可能。プレイヤーに選択されなかった残りの部員はコンピューターが操作を担当して参戦する。
熱血高校のドッジボール部員6人のうちそれぞれ1人を選び、およそ2画面ぶんの広さの熱血高校グラウンドで全員でボールをぶつけ合う。遠征試合や対抗試合のようなコートが存在せず、内野も外野もない。自分以外の全員を倒し、最後の一人になるまで戦うデスマッチである。複数での対戦では対抗試合と同様の駆け引きが行われるほか、徹底して画面外に逃避する者などもいる。
難易度によって背景が変化し、「やさしい」だと昼間、「ふつう」だと夕方、「むずかしい」だと夜の戦いとなる｡

## 操作方法

### 基本操作
- Aボタン - パス（ボール所持）、しゃがみ（ボール非所持）
- Bボタン - シュート（ボール所持）、キャッチ（ボール非所持）
- A+Bボタン - ジャンプ
- 十字キーの左右どちらかを2回連続押し - ダッシュ。上下や斜めには走れないが、十字キーの上下で進行方向を微妙に曲げることは可能。

### 疲れ状態（息切れ）
キャラの体力はゲージ表示されており、ゲージの目盛一つは体力値4に相当する。
残り体力が15以下でボールをぶつけられ、さらにそのキャラが生きていると、起き上がった直後に息切れ状態となり、一定時間操作不能・無防備状態となる。また、本来疲れ状態になるはずなのに疲れ状態にならなかった場合、シュートを打った後に疲れ状態が発生することがある。熟練者同士の対戦時では、この「疲れ」をコントロールすることも非常に重要な戦術となる。

### ナイスシュート
フラッシュしないが「シュゴォオ」という効果音と共に強力なシュートを放つ。ただし、シュートテクが低いと使用できない者もいる。
- ダッシュナイスシュート　ダッシュ9歩目でシュート
- ダッシュジャンプナイスシュート　ダッシュジャンプ上昇中に頂点より約60°-70°の間でシュート
- ジャンプナイスシュート　ジャンプ上昇中頂点付近でシュート
  - ジャンプシュートやジャンプパスのキャッチ後も可能

### 必殺シュート
キャラクターによって様々な効果を持つ強力なシュートで、ボールがフラッシュするのが特徴。特に大ダメージを与える3種類のシュートは、画面の端に吹っ飛んだ敵が逆方向の端から現れて落ちてくるため、「世界一周」とも呼ばれる（二周することもある）。そのため、場合によってはボールをヒットさせた対象がシュートを放った側のコートに来ることがあり、更に状況次第では対象を自陣のコートに戻らせずに攻撃をし続けることが可能なので、そのまま仕留めることもできる。
ダッシュ必殺シュート　
ダッシュの7歩目でシュート。ただし花園高校のなりたかのみ1歩目でのシュートも設定されている。
- 貫通シュート（かんつうシュート）
相手に当たっても止まらず、キャッチするか壁に当たるまで敵キャラを貫通する。球速はかなり速いが威力は弱い。
- スネークシュート（すねえくシュート）
名の通り蛇行するシュート。攻撃の横幅が広くキャッチしにくいが、しゃがむと避けられる。
- スクリューシュート（すくりゅうシュート）
えぐりこむように回転しながら飛んでくる。縦横にわずかに変化するため、しゃがんでも当たってしまうことがある。
- かっくんシュート
ボールが一旦停止した後、相手に向かってコースを変える。一旦停止するためキャッチのタイミングがつかみにくい。しゃがんで避けても延長線上の選手に当たることがあるが、縦に移動すると避けた時の巻き添えを少なくできる。
- おぶおぶシュート
ボールが変形しながらゆっくりと飛んでくる。追尾特性があり、狙った相手を追いかける。しゃがむと避けられる。
- アッパーシュート（あっぱあシュート）
加速しながら飛んできて、当たった相手ごと上昇する。貫通特性もあり、敵キャラが集まっていた場合は複数人数にヒットさせることもできる。しゃがむと避けられる。
- ワープシュート（わあぷシュート）
投げたボールが点滅しながら消失し、相手の目の前に出現しヒットする。距離を取るとキャッチのタイミングがつかみにくい。しゃがんで避けても奥の選手に当たってしまうことがある。
- ブーメランシュート（ぶうめらんシュート）
一旦頭上に飛び、ブーメランのように切り込んでくる。ダッシュ必殺シュートの中では最強の破壊力で、当たった相手は世界一周する。ただし追尾特性はさほど高くなく、ボールが上空に浮いている間に立ち位置を変えると当たりにくい。しゃがむと避けられる。
- 円輪シュート（えんりんシュート）
水平に大きく輪を描きながら敵をなぎ倒す。貫通特性があるが威力は必殺シュートの中で最も弱い。花園高校のなりたかが、ダッシュ1歩目で出せる特殊なシュート。熱血高校のみつひろも17歩目に出すことができる。しゃがむと避けられる。

ダッシュジャンプ必殺シュート　
ダッシュジャンプ上昇中の頂点付近でシュート。ただし、ジャンプシュートやジャンプパスのキャッチ後は通常のシュートかナイスシュートになる。大半はジャンプシュートと同様、頭上から叩きつける軌道となりしゃがんで避けることができないものが多い。なお、花園高校「なりたか」はダッシュジャンプの必殺シュートが出せず、ジャンプナイスシュートの方法でぶよぶよシュートとなる。
- ナッツシュート（なっつシュート）
ボールが名前通り楕円球形に変形し、まっすぐ飛ぶ。必殺シュートの中では最速でキャッチしにくい。
- 分裂シュート（ぶんれつシュート）
ボールが3つに分裂する。変化を付けられるので、コースを曲げて相手に当てられる。
- 稲妻シュート（いなづまシュート）
稲妻のごとく上下に激しく揺れる。ただし軌道が決まっているため避けられやすく、CPU戦でも対戦でもほとんど役に立たない。
- もず落としシュート（もずおとしシュート）
上空へ高く上がり、敵の頭上から急降下してくる。追尾特性がある上、いつ落ちてくるかわかりにくい。しゃがんでも当たってしまうことがある。
  - スーパーもず　通常は画面外へ消えて時間がかかって落ちてくるが、接戦時の相手の位置・角度によって投げて上がったと思った瞬間落ちてくるものもある。俗に“スーパーもず”と言われている。熟練が必要。
- 圧縮シュート（あっしゅくシュート）
ボールが圧縮され、弾丸のように小さくなって相手を襲う。当たった時のダメージが大きく、世界一周して戻ってくる。
- 加速シュート（かそくシュート）
加速度的に球速を増しつつ地面と平行に飛ぶ。キャッチのタイミングを狂わせ易いが、しゃがんで避けることができる。
- ぶよぶよシュート
ボールが圧縮と膨張を繰り返しながら飛ぶ。圧縮シュートに似るが、当たっても世界一周しない。変化を付けることも可能。
- ほえほえシュート
球速が助走無しの通常シュートよりも遅い必殺シュート。その球速とは裏腹に破壊力は必殺シュートの中では最強を誇る上、球速の関係上キャッチするには慣れが必要。変化もつけられる。当たった相手は世界一周して戻ってくる。コートの端まで行くと当たりづらい。

## 熱血高校のチームメンバー
※DJ必殺＝ダッシュジャンプ必殺シュート、D必殺＝ダッシュ必殺シュート
くにお
Aタイプ　DJ必殺＝ナッツ、D必殺＝貫通
主人公。熱血高校において、最大のパワーと体力を誇る。
ひろし
Bタイプ　DJ必殺＝分裂、D必殺＝スネーク
くにおの親友。体力はメンバーで最も低いが打たれ強く、生き残り易い。
こうじ
Cタイプ　DJ必殺＝稲妻、D必殺＝スクリュー
キャッチテクが高いが、必殺シュートの性能はあまりよくない。
いちろう
Dタイプ　DJ必殺＝もず落とし、D必殺＝かっくん
素早さが高い。必殺シュートもトリッキーで対戦相手を翻弄するため、熟練した技術とセンスが問われる。
しんいち
Eタイプ　DJ必殺＝圧縮、D必殺＝おぶおぶ
球のキレが鋭いうえに、必殺の圧縮シュートはチーム最高の攻撃力を持つ。シュートの軌道を曲げての奇襲も有効。
みつひろ
Fタイプ　DJ必殺＝加速、D必殺7歩目＝アッパー、D必殺17歩目＝円輪
シュートテクが高く、世界でも数人しか会得していないDJナイスシュートが使える。また、ボールのパワーと体力はくにおに次ぐ。

## ライバルチーム
※名前の後の◎は、「遠征試合」にてCPUが必殺シュートを使ってくる選手。

### はなそのこうこう
花園高校。カラーは黄土色の肌に白いユニフォーム。キャプテンのりきの攻撃が主体で、大抵はりきにボールを回してくる。体力は低いが守備面ではよけずにキャッチすることが多い。サクラと富士山が見えるステージで、BGMは「さくらさくら」のアレンジ。
- （A）りき　◎　DJ必殺＝分裂　D必殺＝アッパー　『熱血硬派くにおくん』シリーズでは主人公の親友・相棒を務めるキャラで、本作では花園高校チームのリーダー格。
- （F）とおる　DJ必殺＝ぶよぶよ　D必殺＝貫通　熱血硬派くにおくんに登場したりきの取り巻きと同一人物。
- （D）あきら　◎　DJ必殺＝ナッツ　D必殺＝スクリュー　熱血硬派くにおくんに登場したりきの取り巻きと同一人物。DJ必殺シュートの威力により、１発のダメージでアウトになってしまうことがある。
- （C）まさひこ　DJ必殺＝加速　D必殺＝おぶおぶ　DJ必殺シュートの威力により、１発のダメージでアウトになってしまうことがある。
- （B）なりたか　DJ必殺＝ぶよぶよ※DJ必殺シュートの項を参照　D必殺1歩目＝円輪　D必殺7歩目＝ワープ　ダッシュ7歩目と1歩目で、それぞれ異なる必殺シュートが出る。しかも、唯一外野からジャンプ必殺シュートが出せる。
- （E）しんたろう　DJ必殺＝ほえほえ　D必殺＝かっくん　球のキレが最高。ほえほえシュートを使える数少ない人物。対人戦で球のキレを生かして操作できない選手にぶつけることも可能。

### いぎりす
イギリス（北米版ではイングランド）。カラーはピンクがかった肌に紺色とピンクのユニフォーム。シュートテクの値が高い。体力は熱血高校と花園高校より若干高いが、全チームで最も打たれ弱く、素早さやキャッチ力もあまり高くはない。ステージはロンドン橋とウェストミンスター宮殿を望むテムズ川河畔。BGMはビートルズの「ゲット・バック」と「ア・ハード・デイズ・ナイト」の中間部分を合わせてアレンジしたもの。表示方式と文字数の関係上、名前の表示が一部おかしくなっている。なお、対抗試合で「すこっと」「ろばあと」以外の選手に「ほえほえシュート」をあてると、なぜかダメージの数値がバグるがダメージはちゃんと与えている（ダメージ値は40）。
- （A）じえむす　◎- 稲妻シュートを使う。SFC版以降は名前が「じぇーむす」に変更された。
- （C）すこっと
- （F）はわあど　 - シュートテクが最高。SFC版以降は「はわーど」。
- （E）じおじ　- ブーメランシュートと分裂シュートを持つ。SFC版以降は「じょーじ」。体力が40だが打たれ強さが低いため、ほえほえシュートをくらうと即死する。
- （B）ろばあと　- SFC版以降は「ろばーと」。
- （D）りちあど　- SFC版以降は「りちゃーど」。体力と打たれ強さはじおじと同じなため、ほえほえシュートをくらうと即死する。

### いんど
インド。カラーは茶色い肌に薄紫色のユニフォームとなっている。体力は低いが非常に打たれ強い。シュートと思うとパス、パスと思えばシュートと戦法が無茶苦茶なためボールが奪いにくい。ステージはタージ・マハルの前。なお、メンバーチェンジをするとキャプテンのらはまあんが外野に回ることがある。
- （A）らはまあん　◎- おぶおぶシュートを使う。難易度「むずかしい」だと多用してくるため、らはまあん一人にやられることもある。SFC版以降は「らはまーん」、DSドッジでは「らはーまん」に変更された。
- （B）むはまど　- 打たれ強さが最高。そのダメージ量はほとんど「01」、威力の高い必殺シュート（特にDJ必殺）でさえも「02」ダメージしか減らない。
- （D）さったある　◎- スネークシュートを使う。
- （C）へっだ　- らはまあんが外野に回る際にキャプテン役として選択される選手。
- （E）あふだら
- （F）するたあん

### あいすらんど
アイスランド。チームカラーは白い肌にオレンジ色のユニフォーム。体力とボールパワーが高いが、素早さが低い。パワー重視、個人プレー的なチームで、パスやしゃがみ避けなどもほとんど用いない。ステージは氷原で、ダッシュ時や強いシュートを受けると滑ってしまい、これにより相手コートに誤って入ってしまいがちになる。背景にはアイスランドに存在しないペンギンがいる。実際のアイスランドはフィヨルドに囲まれた地帯は多いが北海道よりも温暖であり、国名と北国であることを誇張して表現している。多くのアイスランド人男性の名前には末尾に「ソン」がつくため、登場してくる選手の名前は伝統的なアイスランドの家系の名とは異なる。〜センはデンマークに多く、ケッコネンはフィンランドの姓。北欧5カ国は人の行き来も多いので、実態と大きく違うわけではない。アイスランド人は姓という概念を持たず、「誰々の子」という意味。詳細はアイスランド#人名の項を参照。
- （A）へいるまん　◎- ワープシュートを使う。「むずかしい」だと多用する上、キャッチしても滑って外野に出ることも多い。後に『時代劇』にも登場する。
- （E）りむっそん
- （F）よあんせん　◎- ぶよぶよシュートを使う。SFC版以降は「よはんせん」。
- （D）ないまん - SFC版以降は「のいまん」。
- （B）とろっせん - 打たれ強い上に必殺シュートの性能もよい。
- （C）けっこねん

### ちゅうごく
中華人民共和国。チームカラーは黄色い肌に赤いユニフォーム。守備力は低いが、キャッチテクが高い。攻撃面でもキャプテンのらおちぇんのかっくんシュートや外野でのジャンプパスを駆使し攪乱を図ってくる。ステージは天安門広場。難易度によっては貫通シュート等で一度もボールを渡さず倒すことも可能。
- （A）らおちぇん　◎- かっくんシュートを使う。
- （D）うぇんはお
- （C）りいふぁん　◎- キャッチテクが最高。ほえほえシュートを使う。SFC版以降は「りいくぁん」。
- （B）たあうぇい　- データより打たれ強い。SFC版以降は「かぁうぇい」。
- （F）しゃおちん　- SFC版以降は「しゃおつん」。
- （E）ゆんつぁい　- SFC版以降は「ゆんつぁお」。

### それん
ソビエト連邦（発売当時）。チームカラーは薄いピンク色の肌に水色のユニフォーム。攻撃力と統率力に秀でたチーム。必ずキャプテンのもるどふにボールを集め、もるどふの強力なシュートで攻撃する。守備面でももるどふを最後列に置くが、もるどふを失うと統率も乱れるため、いわばワンマンチームでもある。ステージは赤の広場、BGMはロシア民謡「カチューシャ」のアレンジ。なお同年発売のファミコンソフト「テトリス」でも、ステージクリア時のBGMにカチューシャが使用された。
- （A）もるどふ　◎- ボールパワーが最高で、必殺技の圧縮シュートをメインに攻撃する。
- （C）こりあのふ　- もるどふの参謀的な選手。ポジション変更しても必ずもるどふと共に内野に入る。
- （F）みれいにん　- ナイスシュート（ジャンプダッシュによる）の威力がもっとも高い。メンバーで唯一SFC版以降に登場せず。
- （D）いるちょふ
- （E）ろふすきい　◎- 貫通シュートを使う。SFC版以降は「ろふすきー」。
- （B）まれんこふ

### あふりか
アフリカ（特定の国ではない。北米版ではケニア）。チームカラーは赤茶色の肌に黄色のユニフォーム。コートが泥状になっており、ダッシュ時に足を取られる。スピードと野生の勘が身上。攻守にわたってダッシュ、ジャンプを多用する。ボールを持ったらすぐにシュートし、パスはほとんどしないが、こちら側のパスは積極的に取りに来る。ステージは日没の野外。ちなみにメンバーチェンジをすると基本的にはデフォルトのポジションで挑んでくるが、このチームも稀にキャプテンが外野に回ることがある。
- （A）んじょも　◎- ブーメランシュートを使う。本作ではらおちぇんの色違い。
- （E）むば
- （B）びりまな　◎- もずおとしシュートを使う。SFC版以降は「びゃりまな」。
- （F）みこんべ - んじょも、むば、びりまなが外野に回る際、内野に選ばれる。
- （C）にぱれれ - みこんべと同じく、稀に内野に選ばれる。
- （D）もっきい - 素早さが最高。通常のコートではいっぱい使わないと7歩ダッシュできない。んじょもが外野に回る際にキャプテン役として選択される選手。

### あめりか
アメリカ合衆国。チームカラーはクリーム色の肌に黄緑色のユニフォーム。走攻守あらゆる面でバランスの取れたオールラウンドチーム。ステージは自由の女神を望むビルの屋上であり、内野コートは星条旗の模様になっている。
- （A）ういりあむ　◎- 加速シュートを使う。体力はアイスランドのへいるまんの次に高い。
- （B）じょん　- 体力が高い上に打たれ強さもあり、むはまど以上にしぶとい。
- （C）まいける
- （E）らんでい　◎- 分裂シュートを使う。SFC版以降は「らんでぃー」。
- （D）びる
- （F）すていぶ - SFC版以降は「すてぃーぶ」。

### なぞのぐんだん
熱血高校ドッジボール部のコピーで、グラフィックはモノクロのグレー。最終アメリカ戦を1人もやられずにクリアすると画面が光り、ステージの色が暗転してアメリカ戦のオーダーと体力以外の能力を引き継いだ軍団が出現する。試合前の内・外野のポジション変更はできない。行動パターンは、上記の8チームのいずれかから決定される。BGMはチーム名と選手名を変更するモードで流れる曲だが、冒頭の部分が少し長くなっている。この試合に勝つとステージの色が元に戻り、くにおがチームメイトから胴上げされ、エンディングとなる。

## その他
- 対抗試合モードで特定のチーム同士にカーソルを合わせると、キャラの顔グラフィックが若干変化する。
  - 例えばイギリス・アイスランド・アメリカの3国（キャプテンのじえむす、へいるまん、ういりあむの顔が同一国）のいずれかと、インド・ソ連（キャプテンのらはまあん、もるどふの顔が同一国）のどちらかの国との対戦試合の際はキャプテンの顔グラフィックが変化する。
  - 上記と同時にシュートにカーブをかける際に入力方向が逆になる。
（上を入力すると球が下に、下を入力すると球が上に移動する）
- 遠征モードをクリアするか、リセットボタンを押すとくにおの「なめんなよ」というボイスが再生される[4]。このサンプル音声はもともとアーケード版でくにおがナッツシュートを放つ際に発せられる音声でもある。
- バグ利用　対抗試合の設定（ぽじしょん　を　へんこう　しますか）の時、配置決定を行う際にコート内3人（1を3つ）と外野（2,3,4）設定後にBボタンでキャンセルした状態で、相手が"ぽじしょん"設定を決定すると自軍コート内に、同一人物などがランダムで登場するバグがある。

そのバグを利用することで、"くにお"が3人などの非常にナイスな対戦が可能。
ただし、対戦相手には敬遠されるなどのリアルオプションが付与される場合があるが、上級者ではそれも戦闘前駆け引きとして楽しめる。

## 北米版
北米では「Super Dodge Ball」の名で1989年に発売された。キャラクターなどが差し替えられており、主人公チームは「TEAM USA」となっている。遠征試合ではアメリカステージから始まり、相手チームの実力は日本版の花園高校と同等である。日本ステージは7面に登場し、りきの代わりにへいるまん顔の「FUJI」がいる。最終ステージはUSSR（ソ連）で、ノーミスでクリアするとソ連ステージの色が暗転し謎の軍団との対決となる。また、国旗の追加、チーム名と選手の名前入力の削除と、クラブ活動の人数は発売当時マルチタップが未発売のため2人までとなっている。バーチャルコンソール版では遠征試合の「WORLD CUP MODE」が「WORLD MODE」に変更されている。

## 携帯版
後に携帯アプリとしてもリメイクされており、以下の変更点がある。
- 各キャラクターのステータスが全面的に上昇した。
- 全体的に難易度がアップ。必殺シュートがCPUにキャッチされやすくなった。
- 各必殺シュートのダメージが一定になったためか、ヒットした際に数値が表示されなくなった。
- くにお、りき、へいるまん、らおちぇんの顔がダウンタウンシリーズに準拠したものになった。
- 各ステージのBGMがFC版の「対抗試合」専用のものに統一された。

### 対戦版
- 『対戦版』というアプリも個別に存在しており、こちらには海外チームのメンバーは誰一人として登場していないが、代わりに『熱血物語』、『行進曲』、『サッカー編』、『ホッケー部』、『格闘伝説』に登場したキャラクター達が追加されている。
- 本作では会員登録した際にユニフォームの色、ホームコート、プレイヤーの分身となるキャラクターの名前と住んでいる地域、顔グラフィック（デフォルトは必ずくにおの顔になっている）、そしてマネージャーとしてはせべ、ももぞの、まみ、さおり、みさこの5人から選ぶ。彼女達は、主に対戦の状況やメンバーの負傷を伝える役割を担っている。なお、退会しない限りマネージャーを変えることはできない。
- キャラクター同士を合成させるシステムがあり、必殺シュートを変えられたりできるが、キャラクター同士に相性がある。相性が良い場合だと、合成のベースに選んだキャラクターのステータスが大きく上昇するが、反対に相性が悪いと変化しないか、ステータスが減少することがある。また、一部には誰と合成させても上昇も下降もしないキャラクターも存在する。
- 対戦後は勝敗に関わらず賞金とポイントが貰える。その賞金でチームメンバーを新たに追加したり、必殺シュートや着メロを購入することができる。

## スタッフ
- プログラマー：熊谷慎太郎、M.NOMURA、西村成孝、福原元栄
- キャラクター・デザイン：緒方孝治
- 背景デザイン：斉藤伸一
- 音楽：澤和雄
- サウンド・プログラマー：平沢道也
- マニュアル・デザイン：向井久美子、白戸政男
- アシスト：岸本良久
- プロデューサー：富山徳之
- スペシャル・サンクス：関本弘之、谷本敦、庄司卓
- ディレクター：吉田晄浩
- エグゼクティブ・プロデューサー：石川ひろ（北米版）